# Baryphymula kamakuraensis
Baryphymula kamakuraensis là một loài nhện trong họ Linyphiidae.
Loài này thuộc chi Baryphymula. Baryphymula kamakuraensis được Ryoji Oi miêu tả năm 1960.